# 올렉산드르 알리예우
올렉산드르 알리예우(우크라이나어: Олександр Олександрович Алієв, 1985년 2월 3일 ~)는 우크라이나의 전 축구 선수이다.